# یواس‌اس جمسباک (آی‌ایکس-۱۱۷)
یواس‌اس جمسباک (آی‌ایکس-۱۱۷) (به انگلیسی: USS Gemsbok (IX-117)) یک کشتی بود که طول آن ۴۴۱ فوت ۶ اینچ (۱۳۴٫۵۷ متر) بود. این کشتی در سال ۱۹۴۳ ساخته شد.